# Euphorbia ankazobensis
Euphorbia ankazobensis ist eine Pflanzenart aus der Gattung Wolfsmilch (Euphorbia) in der Familie der Wolfsmilchgewächse (Euphorbiaceae).

## Beschreibung
Die sukkulente Euphorbia ankazobensis bildet Sträucher mit vielen Trieben und einer mäßigen Verzweigung bis 50 Zentimeter Höhe oder mehr aus. Die stielrunden Zweige werden bis 1,5 Zentimeter dick. Die eiförmigen Blätter stehen in Rosetten an den Triebenden. Sie sind annähernd sitzend, werden 3,5 Zentimeter lang und 1,5 Zentimeter breit. Die Oberseite ist blaugrün, die Unterseite heller gefärbt und an der Blattspitze wird eine kurze Spitze ausgebildet. Die 5 bis 10 Millimeter langen Nebenblattdornen sind schmal und an der Basis verdickt. Gerade ausgebildete Nebenblattdornen sind rot gefärbt und fallen später ab.
Es werden einzelne Cymen ausgebildet, die einem etwa 1 Zentimeter langen Stiel besitzen. Die breit eiförmigen Cyathophyllen breiten sich bis 7 Millimeter aus und sind gelbgrün gefärbt. Die Cyathien werden 3 Millimeter groß und die länglichen, sich berührenden Nektardrüsen sind grünlich gelb gefärbt. Die kugelförmige Frucht erreicht 7 Millimeter im Durchmesser.

## Verbreitung und Systematik
Euphorbia ankazobensis ist endemisch in Zentral-Madagaskar bei Antananarivo verbreitet. Die Art steht auf der Roten Liste der IUCN und gilt als vom Aussterben bedroht (Critically Endangered).
Die Erstbeschreibung der Art erfolgte 2000 durch Werner Rauh und Siegfried Hofstätter. Sie hat große Ähnlichkeit mit Euphorbia fianarantsoae.